# Гусейнов Руслан Абасович
Русла́н Аба́сович Гусе́йнов — солдат Збройних сил України, учасник російсько-української війни.

## З життєпису
У мирний час проживає в селі Городовичі Старосамбірського району.
Літом 2014-го був поранений на фронті в ліве плече і праве стегно, лікувався у Львівському госпіталі.

## Нагороди
За особисту мужність і високий професіоналізм, виявлені у захисті державного суверенітету та територіальної цілісності України, вірність військовій присязі, відзначений — нагороджений
- орденом «За мужність» III ступеня (3.7.2015)